# (12293) 1991 NV1
(12293) 1991 NV1 là một tiểu hành tinh vành đai chính. Nó được phát hiện bởi Henry E. Holt ở Đài thiên văn Palomar ở Quận San Diego, California, ngày 13 tháng 7 năm 1991.